# Antopal
Pour les articles homonymes, voir Antopol.
Antopal (en biélorusse : Антопаль) ou Antopol (en russe : Антополь) est une commune urbaine de la voblast de Brest, en Biélorussie. Sa population s'élevait à 1 417 habitants en 2016.

## Géographie
Antopal est situé dans la plaine Polésienne (Polésie), une région de lacs et d'étangs, favorable à l'agriculture. Elle se trouve à 25 km à l'ouest de Drahitchyn, à 31 km à l'est de Kobryn et à 77 km au nord-est de Brest,
non loin de la rivière Pripet, affluent du Dniepr.

## Histoire
Au cours de l'histoire, elle a changé plusieurs fois de mains, entre la Pologne et la Russie. Entre les deux guerres mondiales, la Polésie occidentale faisait partie de la Pologne. La population locale est composée de Biélorusses, Ukrainiens, Polonais et Juifs.
Les Juifs ont vécu en Polésie depuis le XIVe siècle. Ils s'installèrent à Antopal au milieu du XVIIe siècle. La ville possède un vieux cimetière juif et un établissement de bains (Mikvé). Pendant l'occupation suédoise, de nombreux Juifs sont tués. Sur la route qui conduit à la ville, on trouve les tombes juives appelées « Les Suédois ». Au recensement de 1897, la population comprenait 80 pour cent de Juifs.
Pendant la Seconde Guerre mondiale, Antopal fut occupée d'abord par l'Union Soviétique à la suite du traité Ribbentrop-Molorov et à l'invasion de la Pologne orientale par l'Armée rouge puis par l'Allemagne nazie du 25 juin 1941 au Modèle:Date -. En octobre 1941, deux ghettos furent établis : un pour les Juifs « qualifiés », l'autre pour les Juifs « inutiles ». Au bout d'un an, la faim la maladie et les violences avaient réduit la population juive à quelque 2 000 personnes. Du 15 au 19 octobre 1942, la population du ghetto fut massacrée. Huit Juifs seulement survécurent, en rejoignant les partisans ou cachés par des habitants

## Population
Recensements (*) ou estimations de la population :
| 1830 | 1860  | 1897* | 1931  | 1940  | 1959* | 1970* |
| ---- | ----- | ----- | ----- | ----- | ----- | ----- |
| 518  | 1 563 | 3 867 | 3 000 | 3 325 | 4 490 | 5 499 |

| 1979* | 1989* | 2009* | 2013  | 2014  | 2015  | 2016  |
| ----- | ----- | ----- | ----- | ----- | ----- | ----- |
| 7 728 | 2 100 | 1 687 | 1 518 | 1 492 | 1 458 | 1 417 |

### Sources
- (en) Cet article est partiellement ou en totalité issu de l’article de Wikipédia en anglais intitulé « Antopal » (voir la liste des auteurs).